# ディルドリン
ディルドリン (dieldrin) とは元来1948年に J. Hyman と Co, Denver によって殺虫剤として製造された塩素化炭化水素の一つ。ディルドリンはナフタレンを基本とする環状構造を有する。アルドリンが動物体内あるいは土壌中でエポキシ化されることでも生じる。エンドリンとは立体異性体との関係にある。

## 用途
農業用としては、野菜のウリバエ、ネギハモグリバエやダイコンシンクイムシ、馬鈴薯のケラ、果樹のブドウカミキリムシ、ミカンハモグリガの駆除に有効で、日本では1954年6月3日に農薬登録を受けた。
1970年に乳製品やキュウリ、ジャガイモなどの農産物から、相次いでディルドリンがアルドリンなどともに残留農薬として検出されると問題視されるようになった。1971年に土壌残留性農薬に指定され、マツクイムシをはじめとする樹木害虫に用途が限定され、1975年6月1日に農薬登録が失効した。1978年10月に、羊毛製品の防虫加工としての使用が規制され、1981年には化学物質の審査及び製造等の規制に関する法律による特定化学物質（現在の第一種特定化学物質）の指定を受けてシロアリ駆除や合板の防虫加工など全ての用途での製造・販売・使用が禁止された。毒物及び劇物取締法により劇物に指定されている
。

## 毒性
半数致死量は、ラットへの経口投与で38.3mg/kg、マウスへの経口投与で24mg/kg、ラットへの経皮投与で56mg/kg。人体の中毒症状としては頭痛、めまい、嘔吐、意識消失、肝・腎障害などがある。日本では1969年に、ディルドリンとBHCを含むゴキブリ退治用エアゾール製品を使用した男性が、歩行困難やめまい・全身のしびれなどの後遺症が残ったとしてメーカーと国を相手に損害賠償の訴訟を起こしている（1972年に和解）。